# Lex
A lex (kiejtése: léx, magyarul: törvény) a római jogban a tárgyi jogforrások egyik fajtája, ami alatt a népgyűlések határozatait értjük, amelyeket szigorúan előírt formában megszövegeztek, megszavaztak és kihirdettek.

## A római jogban
A rómaiaknál eredetileg csak a populiscitumok vagyis a Comitia curiata és centuriata határozatai voltak törvények; a tributa comitiák határozatai, az ún. plebiscitumok csak később képeztek törvényt.

## A törvényhozás folyamata
Lex hozatalánál három főcselekmény fordult elő:
- a) a törvény előkészítése (legem ferre; latio), ehhez tartoznak a javaslatnak három vasárnapon s határozatra nem jogosult gyülekezet (concio), előtt előleges hirdetése (promulgatio); a felszólalás az indítványozó (legislator) és a pártolók (auctores) részéről a javaslat ellen (dissuasio);
  - b) a javaslatnak a határozatképes polgárgyűlés (justa comitia) elé terjesztése (legejm sogare; agere cum populo) s annak elfogadása vagy elvetése. A szavazás eleinte élőszóval történt és pedig az elfogadás mellett «uti rogas», ellene «antiquo legem» fordulával, később szavazatlapokkal, melyeken a szavazó által irt «U. R.» betűk a javaslat elfogadását, «A» betü annak elvetését jelentette; c) a kihirdetés (legem figere).
  - c) Az elfogadott törvény elnevezése: Lex perlata; Lex perrogata. Nevét a Lex az indítványozó magistrátustól nyerte, például Lex Hortensia, vagy tartalmáról, például Lex de peculata, néha mindkettőtől.

## Fajtái
- A sanctio vagyis a törvény meg nem tartására megállapított következmény szempontjából négyféle törvényt különböztetünk meg: 
  - lex imperfecta, amelynek semmi sanctiója nincs;
  - lex minus quam perfecta, amely a törvény meg nem tartására büntetést szab;
  - lex perfecta, amelynél a sanctio a törvényellenes cselekménynek semmis volta;
  - lex plus quam perfecta, amely a törvényellenes cselekményt semmisnek nyilvánítja, s azonfelül arra büntetést szab.